# The Upright Revolution
The Upright Revolution, sous-titré Or Why Humans Walk Upright, est une nouvelle de l'écrivain kenyan Ngũgĩ wa Thiongʼo, écrite originellement en langue kikuyu sous le titre Ituĩka Rĩa Mũrũngarũ : Kana Kĩrĩa Gĩtũmaga etũ Mathiĩ Marũngiĩ, et publiée en 2016 par le collectif d'auteurs africains Jalada. Elle a été traduite dans de très nombreuses langues, ce qui en fait l'œuvre africaine la plus traduite selon l'éditeur.

## Thème
La nouvelle est un conte philosophique sur la coopération bras et jambes, qui amène l'être humain, présenté comme se mouvant initialement à quatre pattes, à adopter la posture debout.

## Traductions
Selon l'éditeur la nouvelle en 2017 avait déjà été traduite en 63 langues, dont 47 langues africaines, sur la base d'un appel au volontariat. La version française, réalisée par l'écrivaine ivoirienne Renée-Edwige Dro, est disponible sur le site du collectif, tout comme les 99 autres versions linguistiques réalisées en date de 2023, sous le titre Révolution verticale : ou pourquoi les humains marchent debout.